# VSCII
VSCII, còn gọi là TCVN 5712:1993, ISO-IR-180, Vietnamese Standard Code for Information Interchange.
|    | .0        | .1     | .2     | .3       | .4     | .5     | .6     | .7       | .8       | .9      | .A       | .B       | .C      | .D      | .E      | .F       |
| 0. | NUL 0000  | Ú 00DA | Ụ 1EE4 | ETX 0003 | Ừ 1EEA | Ử 1EEC | Ữ 1EEE | BEL 0007 | BS 0008  | HT 0009 | LF 000A  | VT 000B  | FF 000C | CR 000D | SO 000E | SI 000F  |
| 1. | DLE 0010  | Ứ 1EE8 | Ự 1EF0 | Ỳ 1EF2   | Ỷ 1EF6 | Ỹ 1EF8 | Ý 00DD | Ỵ 1EF4   | CAN 0018 | EM 0019 | SUB 001A | ESC 001B | FS 001C | GS 001D | RS 001E | US 001F  |
| 2. | SP 0020   | ! 0021 | " 0022 | # 0023   | $ 0024 | % 0025 | & 0026 | ' 0027   | ( 0028   | ) 0029  | * 002A   | + 002B   | , 002C  | - 002D  | . 002E  | / 002F   |
| 3. | 0 0030    | 1 0031 | 2 0032 | 3 0033   | 4 0034 | 5 0035 | 6 0036 | 7 0037   | 8 0038   | 9 0039  | : 003A   | ; 003B   | < 003C  | = 003D  | > 003E  | ? 003F   |
| 4. | @ 0040    | A 0041 | B 0042 | C 0043   | D 0044 | E 0045 | F 0046 | G 0047   | H 0048   | I 0049  | J 004A   | K 004B   | L 004C  | M 004D  | N 004E  | O 004F   |
| 5. | P 0050    | Q 0051 | R 0052 | S 0053   | T 0054 | U 0055 | V 0056 | W 0057   | X 0058   | Y 0059  | Z 005A   | [ 005B   | \ 005C  | ] 005D  | ^ 005E  | _ 005F   |
| 6. | ` 0060    | a 0061 | b 0062 | c 0063   | d 0064 | e 0065 | f 0066 | g 0067   | h 0068   | i 0069  | j 006A   | k 006B   | l 006C  | m 006D  | n 006E  | o 006F   |
| 7. | p 0070    | q 0071 | r 0072 | s 0073   | t 0074 | u 0075 | v 0076 | w 0077   | x 0078   | y 0079  | z 007A   | { 007B   | \| 007C | } 007D  | ~ 007E  | DEL 007F |
| 8. | À 00C0    | Ả 1EA2 | Ã 00C3 | Á 00C1   | Ạ 1EA0 | Ặ 1EB6 | Ậ 1EAC | È 00C8   | Ẻ 1EBA   | Ẽ 1EBC  | É 00C9   | Ẹ 1EB8   | Ệ 1EC6  | Ì 00CC  | Ỉ 1EC8  | Ĩ 0128   |
| 9. | Í 00CD    | Ị 1ECA | Ò 00D2 | Ỏ 1ECE   | Õ 00D5 | Ó 00D3 | Ọ 1ECC | Ộ 1ED8   | Ờ 1EDC   | Ở 1EDE  | Ỡ 1EE0   | Ớ 1EDA   | Ợ 1EE2  | Ù 00D9  | Ủ 1EE6  | Ũ 0168   |
| A. | NBSP 00A0 | Ă 0102 | Â 00C2 | Ê 00CA   | Ô 00D4 | Ơ 01A0 | Ư 01AF | Đ 0110   | ă 0103   | â 00E2  | ê 00EA   | ô 00F4   | ơ 01A1  | ư 01B0  | đ 0111  | Ằ 1EB0   |
| B. | ̀ 0300     | ̉ 0309  | ̃ 0303  | ́ 0301    | ̣ 0323  | à 00E0 | ả 1EA3 | ã 00E3   | á 00E1   | ạ 1EA1  | Ẳ 1EB2   | ằ 1EB1   | ẳ 1EB3  | ẵ 1EB5  | ắ 1EAF  | Ẵ 1EB4   |
| C. | Ắ 1EAE    | Ầ 1EA6 | Ẩ 1EA8 | Ẫ 1EAA   | Ấ 1EA4 | Ề 1EC0 | ặ 1EB7 | ầ 1EA7   | ẩ 1EA9   | ẫ 1EAB  | ấ 1EA5   | ậ 1EAD   | è 00E8  | Ể 1EC2  | ẻ 1EBB  | ẽ 1EBD   |
| D. | é 00E9    | ẹ 1EB9 | ề 1EC1 | ể 1EC3   | ễ 1EC5 | ế 1EBF | ệ 1EC7 | ì 00EC   | ỉ 1EC9   | Ễ 1EC4  | Ế 1EBE   | Ồ 1ED2   | ĩ 0129  | í 00ED  | ị 1ECB  | ò 00F2   |
| E. | Ổ 1ED4    | ỏ 1ECF | õ 00F5 | ó 00F3   | ọ 1ECD | ồ 1ED3 | ổ 1ED5 | ỗ 1ED7   | ố 1ED1   | ộ 1ED9  | ờ 1EDD   | ở 1EDF   | ỡ 1EE1  | ớ 1EDB  | ợ 1EE3  | ù 00F9   |
| F. | Ỗ 1ED6    | ủ 1EE7 | ũ 0169 | ú 00FA   | ụ 1EE5 | ừ 1EEB | ử 1EED | ữ 1EEF   | ứ 1EE9   | ự 1EF1  | ỳ 1EF3   | ỷ 1EF7   | ỹ 1EF9  | ý 00FD  | ỵ 1EF5  | Ố 1ED0   |

## Liên kết bên ngoài
- charts
- charts
- tables with Unicode points and names
- 1993 email Lưu trữ ngày 29 tháng 4 năm 2019 tại Wayback Machine